# Зеленник чорнощокий
Зеле́нник чорнощокий (Chlorospingus inornatus) — вид горобцеподібних птахів родини Passerellidae. Мешкає в Колумбії і Панамі.

## Поширення і екологія
Чорнощокі зеленники мешкають в горах Серро-Сапо, Серранія-де-Хунгурудона і Серро-Піре на сході Панами та в горах Алтурас-де-Ніке на північному заході Колумбії. Вони живуть у вологих гірських тропічних лісах та у високогірних чагарникових заростях. Зустрічаються на висоті від 800 до 1550 м над рівнем моря.